# Torskekrigen
Torskekrigen er en serie stridigheder om fiskerettighederne i Atlanterhavet, som udspillede sig mellem Island og Storbritannien fra 1958 til 1976. Man taler om tre torskekrige: Den første 1958-1961, den anden 1972-1973 og den tredje og alvorligste 1975-1976.
Konflikten handlede om hvorvidt britiske fiskere måtte fange torsk i islandsk farvand og kulminerede mellem 1973 og 1976, da Island havde udvidet sit territorialfarvand og dermed sin eksklusive økonomiske zone. Udvidelsen skete i fire tempi fra 1952, således at grænsen i 1975 var udvidet fra de oprindelige 3 til 200 sømil.
Storbritannien afviste at anerkende den nye islandske grænse, og stridighederne blev optrappet, da begge parter indsatte nærgående patruljer med kystvagtskibe. Storbritannien indsatte sågar 22 af Royal Navys fregatter til at beskytte de britiske trawlere. I løbet af et år kom det i alt til 54 sammenstød mellem de britiske krigsskibe og de islandske kystvagtfartøjer.
I 1976 afsluttedes konflikten, og Storbritannien endte således med at acceptere 200 sømils-grænsen. Det skete efter trusler fra Island om at lukke NATO's base ved Keflavik, hvilket ville medføre en betydelig svækkelse af forsvarsalliancens muligheder for at forsvare Nordatlanten mod eventuelle angreb fra Sovjetunionen.